# Eusebio Pérez Martín
Eusebio Pérez Martín (Villafranca del Panadés, Barcelona, España, 14 de agosto de 1920 - Caracas, Venezuela, 17 de agosto de 2007) fue un combatiente de la II República Española durante la Guerra Civil, deportado al campo de concentración de Mauthausen-Gusen durante la Segunda Guerra Mundial.

## Biografía
En 1936, siendo todavía muy joven, se incorporó a la lucha en los frentes de Aragón, tras lo que pidió ingresar en la aviación republicana, donde fue mecánico de aviones hasta los momentos finales de la Guerra.
Exiliado a Francia al final de la guerra civil española, se incorporó a la defensa de Francia ante la Alemania nazi, siendo destinado a una Compañía de Trabajadores Extranjeros en las cercanías de la ciudad de Cognac (Charente), trabajando en la construcción de un aeródromo. El 20 de agosto de 1940 se encuentra entre los españoles deportados desde Angulema al Campo de concentración de Mauthausen-Gusen, en Austria, donde fue fichado el 24 de agosto con el número 3859. Salió en libertad el 5 de mayo de 1945, después de que los estadounidenses liberaran el campo. Posteriormente se radicó en París, Francia. 
Emigró a Venezuela en los años 1950, donde se estableció con su esposa Aurora Just, también miembro de la Resistencia. Cada año iba al antiguo campo de concentración con motivo del aniversario de la liberación.
El año 2005 fue mencionado en numerosos medios de comunicación por haber tenido ocasión de abrazar efusivamente al presidente de España José Luis Rodríguez Zapatero durante el aniversario de la liberación de Mauthausen en los terrenos del antiguo campo de concentración, donde Pérez habló en representación de los españoles sobrevivientes. Esa era la primera ocasión en que el Gobierno de España estaba representado al máximo nivel en dichos eventos. Falleció de un infarto fulminante en 2007.